# Alchemilla heterophylla
Alchemilla heterophylla es una especie de planta del género Alchemilla, perteneciente a la familia Rosaceae.

## Taxonomía
Alchemilla heterophylla fue descrita por Rothm. en 1939.

## Distribución
Se encuentra en el territorio sureste de Europa hasta Turquía.